# Mochlosoma anale
Mochlosoma anale är en tvåvingeart som beskrevs av Giglio-tos 1893. Mochlosoma anale ingår i släktet Mochlosoma och familjen parasitflugor. Inga underarter finns listade i Catalogue of Life.